# 鹿島杯女流将棋トーナメント
鹿島杯女流将棋トーナメント（かじまはいじょりゅうしょうぎトーナメント）は、東京メトロポリタンテレビジョン（TOKYO MX）が主催、鹿島建設が協賛する女流棋士による将棋の棋戦。略称は「鹿島杯」
テレビでは初めての女流棋戦で決勝トーナメントは10月から11月にかけてTOKYO MXで放送されていた。1996年度創設、2006年度の第11回をもって終了した。

## 方式
2005年（第10回）までは予選と決勝トーナメントからなっていた。予選にはシード棋士を除く全女流棋士が参加し、決勝トーナメントは、予選を勝ち抜いた6名とシードされた2名の計8名で行われた。
2006年（第11回）は選抜者8名によるトーナメントで行われた。選抜基準は、前回優勝者1名と前年度公式棋戦成績における勝数上位者から選抜した7名（タイトル保持者を除く）。
決勝戦は9月に東京赤坂の「鹿島KIビル」で行われ（第6回は新潟県のベルナティオホテル）、2002年（第7回）までは三番勝負、そのうち第2局、第3局を公開収録で行っていた。2003年（第8回）以降は一番勝負になった。
予選、決勝トーナメントとも、持ち時間は10分で、持ち時間を使い切ったら1手30秒以内で指すことになる。

## 歴代決勝結果
2002年までは三番勝負、2003年からは一番勝負。○●は優勝者から見た勝敗。
| 回 | 開催年 | 優勝     | 勝敗 | 準優勝     | 備考                                        |
| -- | ------ | -------- | ---- | ---------- | ------------------------------------------- |
| 1  | 1996年 | 林まゆみ | ○○－ | 高群佐知子 | 全女流棋士参加棋戦 （本戦24名）             |
| 2  | 1997年 | 清水市代 | ●○○  | 中井広恵   | 全女流棋士参加棋戦 （本戦24名）             |
| 3  | 1998年 | 中井広恵 | ○○－ | 矢内理絵子 | 全女流棋士参加棋戦 （本戦24名）             |
| 4  | 1999年 | 清水市代 | ○○－ | 斎田晴子   | 全女流棋士参加棋戦 （本戦24名）             |
| 5  | 2000年 | 碓井涼子 | ●○○  | 中井広恵   | 全女流棋士参加棋戦 （本戦24名）             |
| 6  | 2001年 | 中井広恵 | ○●○  | 碓井涼子   | 全女流棋士参加棋戦 （本戦24名）             |
| 7  | 2002年 | 石橋幸緒 | ●○○  | 竹部さゆり | 全女流棋士参加棋戦 （本戦24名）             |
| 8  | 2003年 | 中井広恵 | ○    | 清水市代   | 全女流棋士参加棋戦 （本戦10名 / シード2名） |
| 9  | 2004年 | 清水市代 | ○    | 石橋幸緒   | 全女流棋士参加棋戦 （本戦8名 / シード2名）  |
| 10 | 2005年 | 石橋幸緒 | ○    | 中井広恵   | 全女流棋士参加棋戦 （本戦8名 / シード2名）  |
| 11 | 2006年 | 甲斐智美 | ○    | 中村真梨花 | 8名による選抜棋戦                           |

## その他
テレビ棋戦の聞き手は女流棋士がすることが多いが、当棋戦では将棋に無縁だった女性タレントの目黒貴子が1回から最後まで務めた。
初年度の放送では将棋番組の制作は初めてのスタッフばかりで非常に苦労したという。